# Most Kap Shui Mun
Most Kap Shui Mun – most wantowy łączący wyspę Lantau oraz Ma Wan, znajdujący się na terenie Hongkongu.

## Historia
W listopadzie 1992 r. rozpoczęto budowę mostu Kap Shui Mun. Zadaniem konstrukcji było umożliwienie przejazdu pociągom oraz samochodom z wyspy Lantau na wyspę Ma Wan. Wraz z mostem Tsing Ma most Kap Shui Mun umożliwia komunikacje między portem lotniczym Hongkong na wyspie Lantau, a innymi częściami Hongkongu. Projekt wykonało biuro Stuttgart International na zlecenie Hong Kong Department of Highways. Kierownikiem projektu był Siegfried Hopf. Budowa mostu zakończyła się w maju 1997 r. Koszt wybudowania obiektu wyniósł 150 mln dolarów amerykańskich.

## Konstrukcja
Kap Shui Mun jest mostem wantowym. Został wykonany z betonu sprężonego oraz żelbetu. Most składa się z przęsła głównego oraz dwóch przęseł bocznych. Przęsła boczne mają 80 m długości. Most ma dwa poziomy – górny oraz dolny. Na górnym poziomie znajduje się autostrada, którą odbywa się ruch samochodowy. Na dolnym poziomie znajdują się dwie linie kolejowe oraz awaryjne pasy ruchu dla samochodów. Pylony mostu w kształcie litery H wykonano z betonu. Każda wieża ma 150 m wysokości. Most ma 35 m szerokości oraz 820 m długości. Dolny poziom znajduje się 40 m nad poziomem morza.

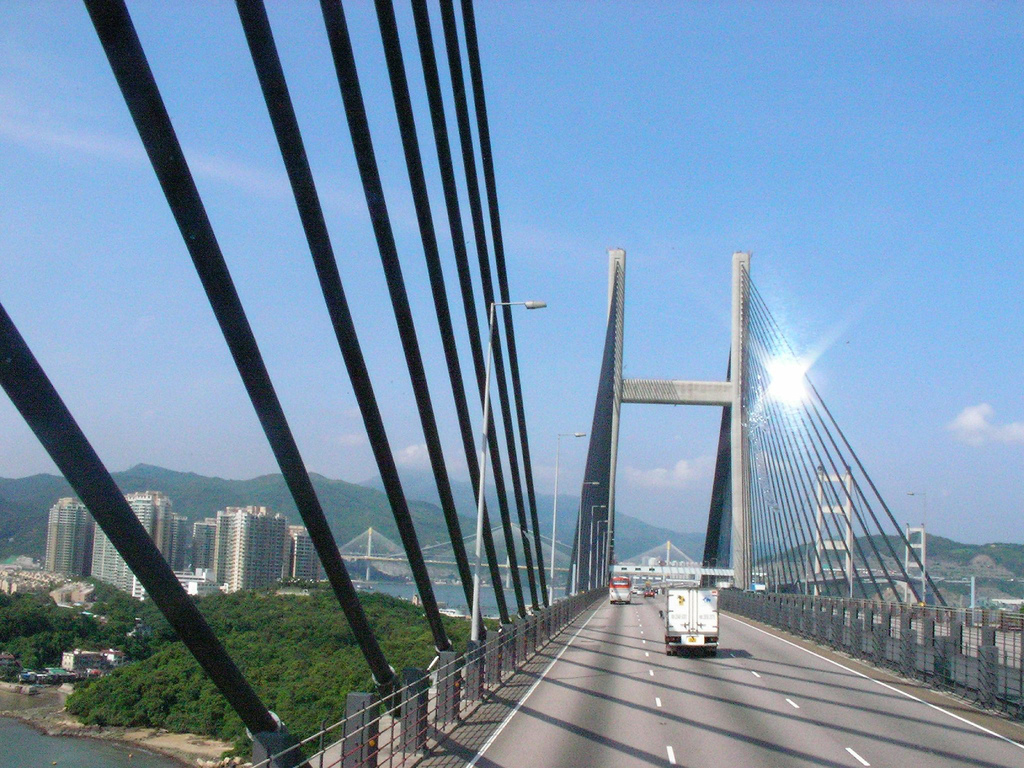
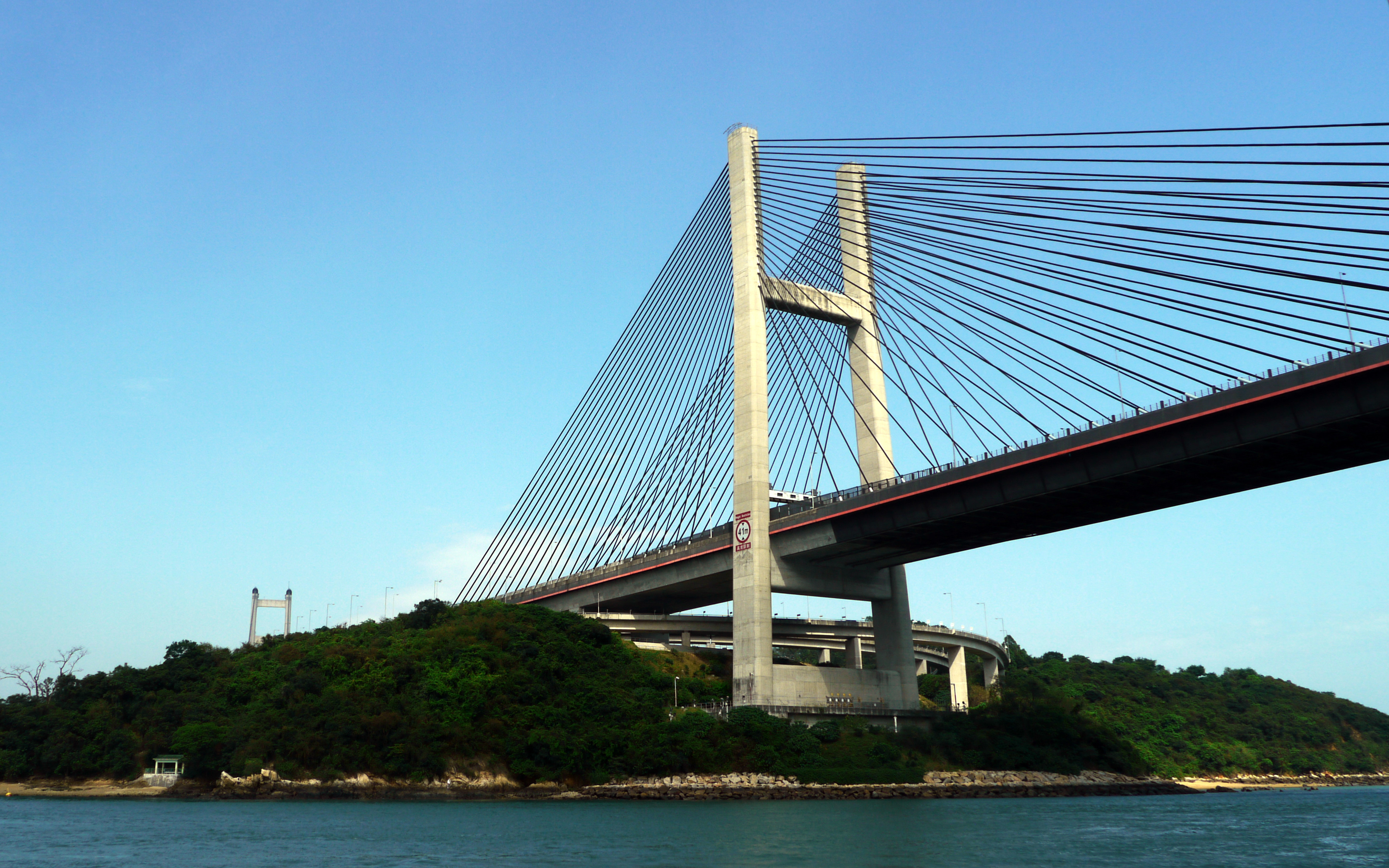
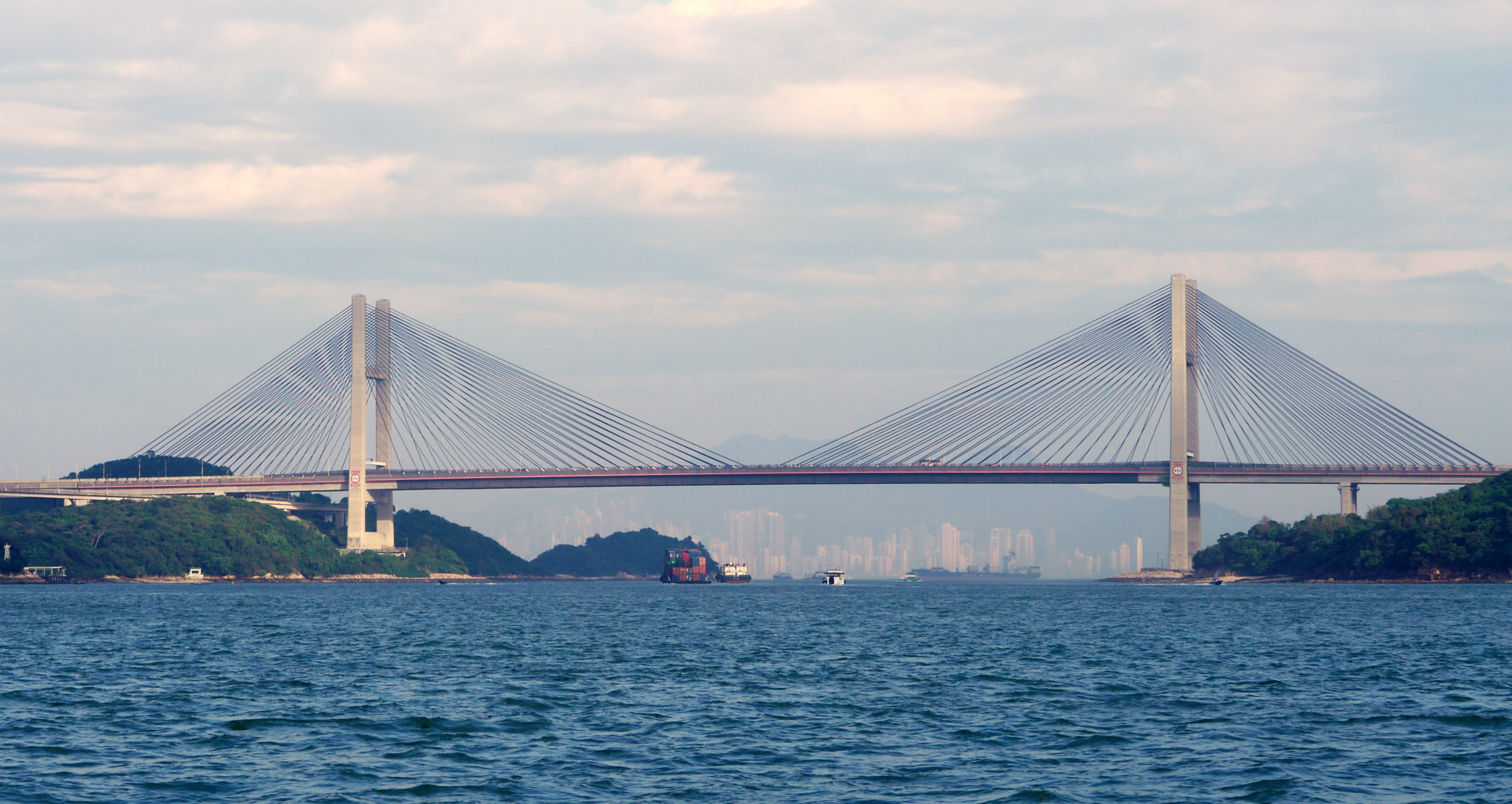
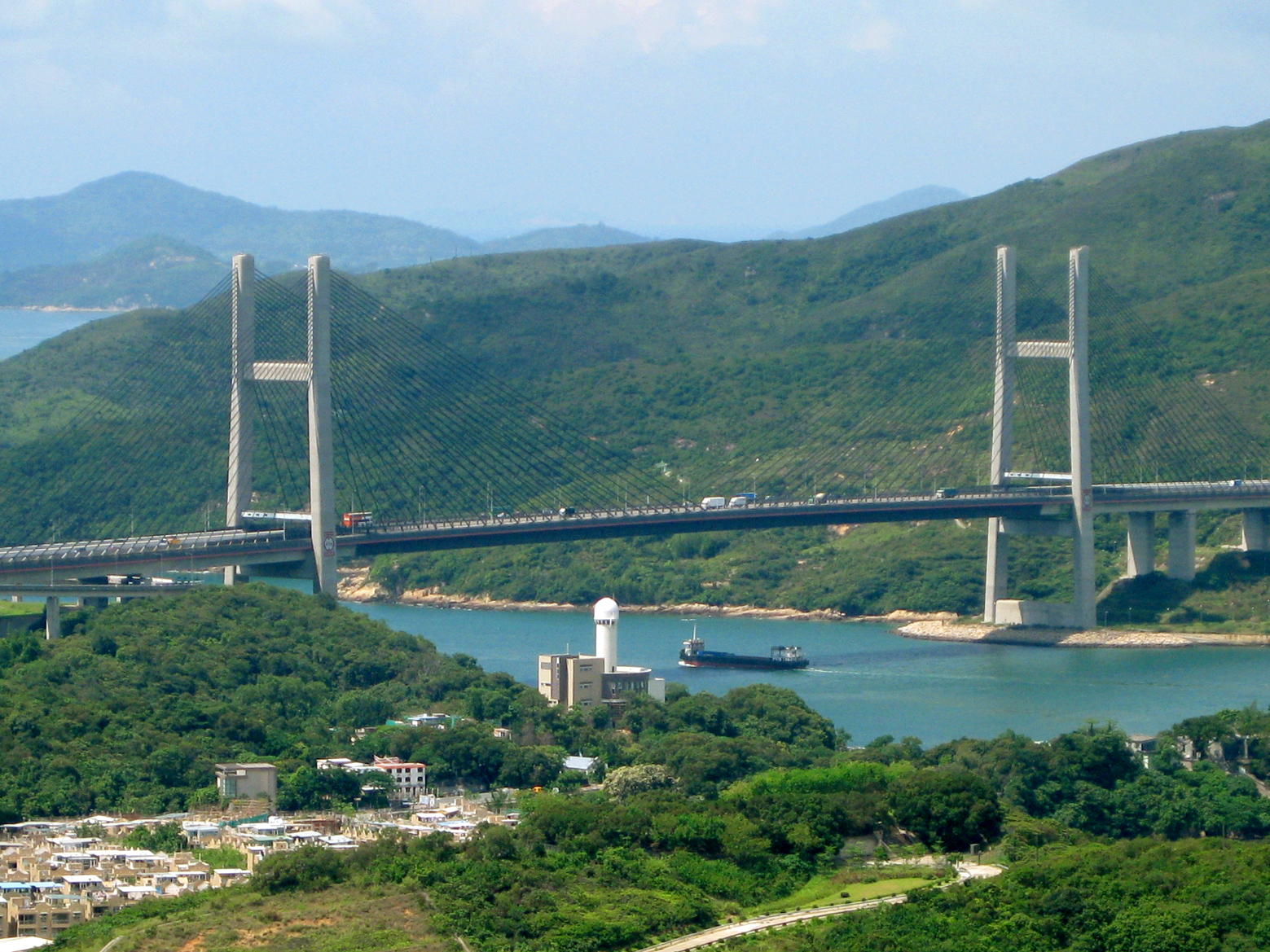